# Pedro Francisco
Pedro Francisco Machado (Porto Judeu, 1760 - Richmond, 16 de Janeiro de 1831), referido como Peter Francisco nos EUA, foi um Português, nascido na freguesia do Porto Judeu, Concelho de Angra do Heroísmo, ilha Terceira, Açores, destacou-se como herói na Guerra da Independência dos Estados Unidos da América.
Conhecido como "O Gigante da Virgínia", o "Gigante da Revolução" e, ocasionalmente, como o "Hércules da Virgínia", é homenageado pela comunidade portuguesa em New Bedford (Massachusetts) a 15 de Março. Lutou ao lado de George Washington e do marquês de Lafayette, tendo sofrido numerosos ferimentos em combate, em defesa da independência de sua pátria de adoção.

## Biografia

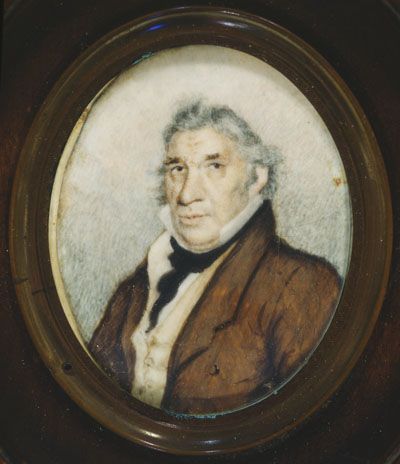
Retrato miniatura, óleo de meados do século XIX.

A sua biografia está cercada de uma aura de lenda, sendo-lhe atribuídos feitos extraordinários. As suas origens são relativamente obscuras. Foi encontrado em tenra idade (presumivelmente cinco anos), uma tarde em 23 de Junho de 1765, a chorar, nas docas de City Point, na Virgínia. Quando se acalmou o suficiente para falar, percebeu-se que não falava o inglês e sim uma língua parecida com o Português. Embora nada possuísse que o identificasse, as suas roupas eram de boa qualidade e, na fivela do cinto, liam-se as iniciais "P.F.". 
Eventualmente foi capaz de contar a sua história: afirmou que "estava num local lindo com palmeiras, a brincar com a sua pequena irmã, quando dois homens grandes apanharam ambos. A irmã conseguiu libertar-se dos captores mas o menino não, e foi levado para um navio grande que acabou por conduzí-lo a City Point.
Sobre as suas origens, o investigador John E. Manahan identificou que, nos registos de nascimentos da ilha Terceira, nos Açores, existe um Pedro Francisco nascido em Porto Judeu, a 9 de Julho de 1760.
A criança foi acolhida pelo juiz Anthony Winston, de Buckingham County na Virgínia, um tio de Patrick Henry. Quando atingiu idade suficiente para trabalhar, foi instruído como ferreiro, devido ao seu enorme tamanho e força (ultrapassou os 1,98 metros e pesava cerca de 120 kg). O escritor Samuel Shepard, que observou o jovem no seu trabalho, registou:
"Os seus ombros são como os de uma antiga estátua, como uma figura da imaginação de Miguel Angelo, como o seu Moisés mas não como David. A sua queixada é longa, forte, o nariz imponente, a inclinação da testa parcialmente ocultada pelo seu cabelo negro de aspecto desgrenhado. A sua voz era suave, surpreendendo-me, como que se um touro ganisse."
Com os rumores de secessão alastrando-se entre a população da Virgínia, Francisco alistou-se aos 16 anos no 10º Regimento da Virgínia. Estava presente, junto à igreja de St. John em Richmond, quando Patrick Henry fez o seu famoso discurso "Liberdade ou Morte". Em Setembro de 1777, serviu sob o comando do general George Washington em Brandywine Creek na Pensilvânia, onde as forças dos colonos tentaram deter o avanço de 12.500 soldados britânicos que avançavam em direcção à Filadélfia. Não está claro se foi nesse momento que o jovem Francisco salvou a vida a Washington, apesar de se reconhecer que o jovem foi aqui alvejado. Alguns relatos afirmam que ele se tornou guarda-costas pessoal do general, enquanto outros dão conta de que ele era apenas um soldado agressivo e vigoroso, que lutou a seu lado.

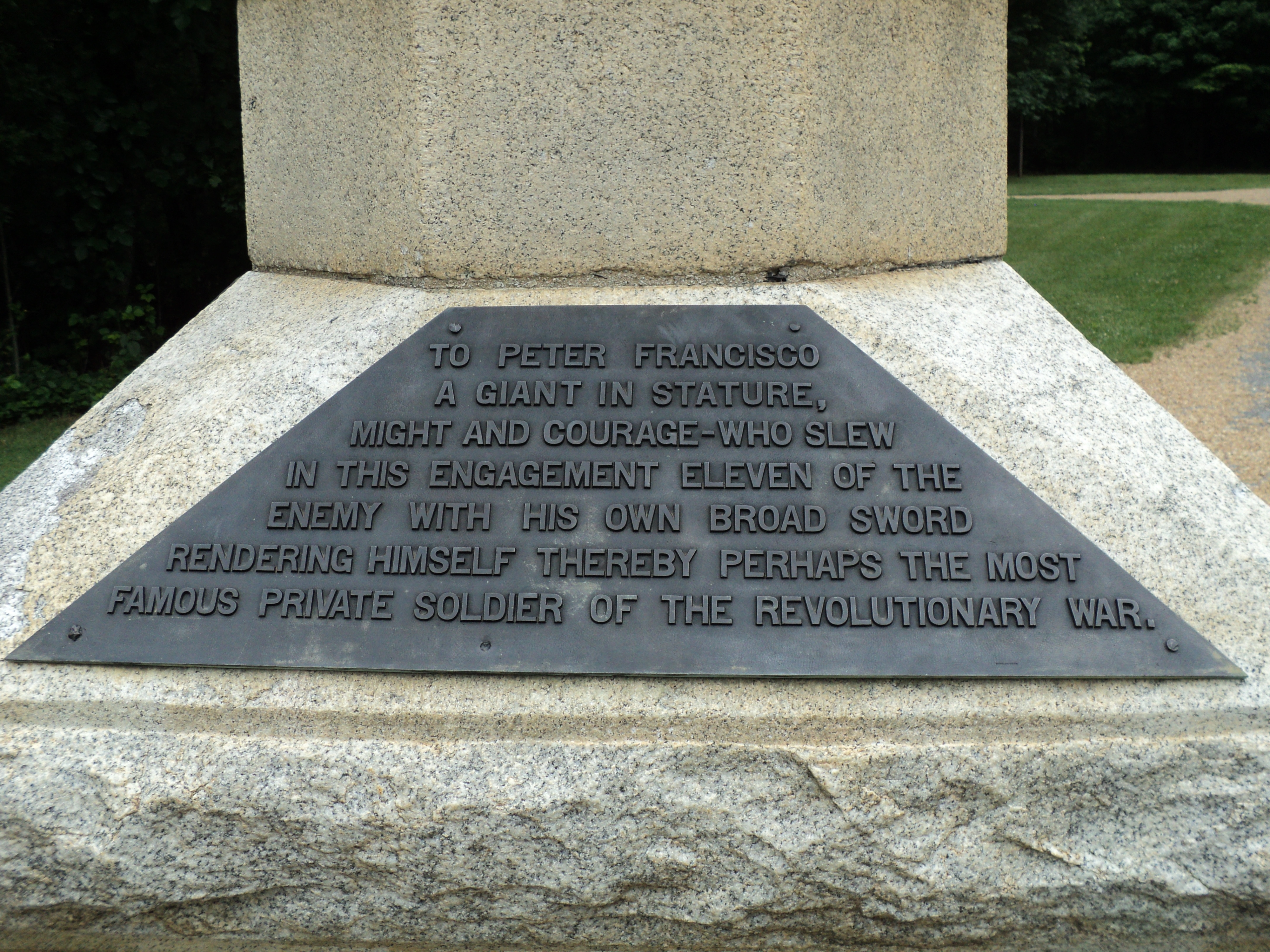
Monumento a Pedro Francisco, Guilford Courthouse National Military Park

Foi Washington quem determinou que uma espada especial, adequada ao seu tamanho, fosse criada para Francisco. Foi esta espada, com 6 pés (1.82m) de comprimento, que aterrorizou os britânicos. Washington terá eventualmente se referido posteriormente a Francisco: "Sem ele teríamos perdido duas batalhas cruciais, provavelmente a guerra e, com ela, a nossa liberdade. Ele era verdadeiramente um Exército de um Homem Só."
Após servir nesta comissão por três anos, Francisco realistou-se e combateu numa das maiores derrotas sofridas pelas forças dos colonos no conflito. Na batalha de Camden (16 de Agosto de 1780, terá realizado um dos seus mais famosos feitos, quando, após os colonos se terem retirado diante dos britânicos, deixando no terreno uma imensa peça de artilharia com aproximadamente 1000 libras, afirma-se que Francisco a colocou às costas e a terá transportado para que não caísse nas mãos do inimigo. Em homenagem a esse feito, os correios dos Estados Unidos emitiram em 1974 um selo comemorativo.
Em pouco tempo, as histórias a respeito de Francisco foram sendo espalhadas e as suas histórias de bravura e vigor foram divulgadas em muitos jornais e romances à época, inspirando ânimo e incentivando a resistência entre as forças dos colonos.
Embora a maior parte dessas histórias careça de fontes documentais, Frances Pollard, da Virginia Historical Society, que apresentou uma exposição sobre o conflito que incluiu uma secção sobre Francisco com o colete gigante que costumava usar, afirmou:
"Acho que uma das coisas que tive dificuldade em documentar foi a sua participação em muitas das batalhas onde realizou feitos históricos. Nunca consegui separar a lenda dos factos, nem encontrar provas da sua participação em algumas destas batalhas. Acho que existe alguma mitologia associada a alguém com aquele tamanho tão fora do vulgar."
Posteriormente, em 1850, o historiador Benson Lossing registou no "Pictorial Field Book of the Revolution" que "um bravo virginiano deitou abaixo 11 homens de uma só vez com a sua espada. Um dos soldados prendeu a perna de Francisco ao seu cavalo com uma baioneta. E enquanto o atacante, assistido pelo gigante, puxava pela baioneta, com uma força terrível, Francisco puxou da sua espada e fez uma racha até aos ombros na cabeça do pobre coitado!"
Mais tarde, enquanto se recuperava, Francisco tornou-se amigo de Lafayette.
Francisco sofreu mais seis ferimentos enquanto a serviço do seu país, tendo morto um número incerto de britânicos e sido condecorado ao final do conflito por generais estadunidenses que se certificaram de que ele estava presente na rendição do general Charles Cornwallis e dos britânicos em Yorktown, a 19 de Outubro de 1781.
De acordo com a tradição, após o conflito, devido às lendas criadas em torno de si, muitos aventureiros foram ao seu encontro para testarem a sua força. Neste período foi apelidado de "o homem mais forte da América", enquanto as crianças aprendiam sobre a sua forças e bravura nas escolas primárias do novo país.

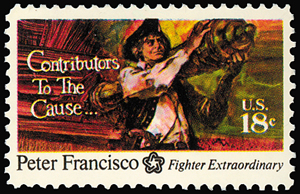
Selo postal em homenagem a Pedro Francisco.

Eventualmente tornou-se um homem abastado, sendo nomeado beleguim da Câmara de Representantes da Virgínia, mantendo-se uma figura lendária até à sua morte. Foi sepultado com honras militares no Cemitério Shockoe Hill em Richmond, na Virgínia.
A 18 de Janeiro de 1831, o periódico "Richmond Enquirer", anunciou a sua morte: "Exmo. Sr. Peter Francisco, beleguim da Câmara de Representantes e soldado da Guerra da Revolução Americana, enaltecido pela sua coragem intrépida e pelos seus feitos brilhantes."
Uma capa de uma edição de 2006 da "Military History" levantou uma questão de retórica que sugeria que ele poderia ter sido o maior soldado da história americana. A seu respeito, Joseph Gustaitis, na American History Magazine, referiu:
"Um Hércules de 6 pés e meio de altura que empunhava um sabre de seis pés de comprimento, Peter Francisco foi provavelmente o soldado mais extraordinário da Guerra da Revolução Americana".

## Homenagens
Em sua homenagem existe um parque em New Bedford, Massachusetts, e um monumento em Greensboro, na Carolina do Norte.
Em 2019 foi anunciado um filme baseado na história verdadeira de Pedro Francisco que vai custar 15 milhões de dólares (13,5 milhões de euros) do produtor Travis Bowman.